# Speculum (žánr)
Speculum (česky zrcadlo) tvořilo žánr především středověké literatury. Šlo o příručky, kompendia či oborové encyklopedie. Tyto knihy vyjmenovávaly idealizované ctnosti, nebo byly kompendii znalostí. Často nacházíme toto slovo v názvech právních kodexů, ale i v nadpisech politických traktátů a návodů k příkladnému chování.